# José Lema Labadie
José Lema Labadie fue un lingüista y profesor universitario mexicano, rector general de la Universidad Autónoma Metropolitana (UAM) entre los años 2005 y 2009.
Se formó profesionalmente como lingüista en Canadá, primero obteniendo los grados de licenciatura y maestría en la Universidad Simon Fraser y después el de doctorado en la Universidad de Ottawa.: 19  En 1980 ingresó como profesor titular a la Universidad Autónoma Metropolitana, donde además se desempeñó como director de los programas de Licenciatura en Humanidades (1984-1987) y Lingüística (1991-1993), jefe del Departamento de Filosofía (1994-1998), director de la División de Ciencias Sociales y Humanidades (1998-2002), rector de la Unidad Iztapalapa (2002-2005) y rector general de la UAM (2005-2009).: 19  Falleció el 30 de noviembre de 2020.

## Publicaciones selectas

### Libros
- Lema Labadie, José (2000). Movimientos nucleares. Iztapalapa. Texto y contexto (29). México: Universidad Autónoma Metropolitana, Unidad Iztapalpa. ISBN 970-654-338-4.